# Listă de insule din Grecia

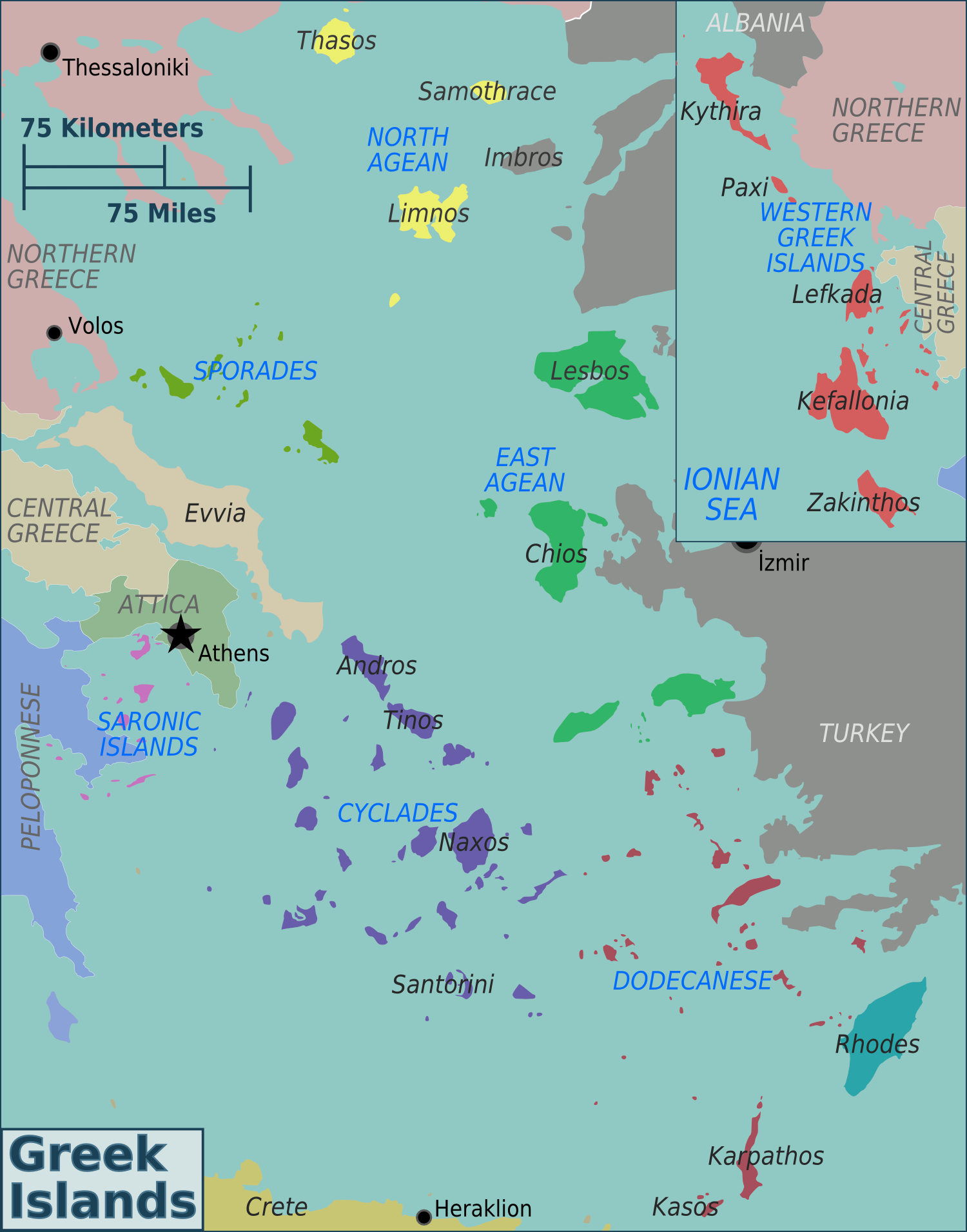
Regiunea insulelor grecești

Grecia are un număr mare de insule, care pot fi de la 1200  până la 6000,
în funcție de dimensiunea minimă pentru a le lua în considerare.Suprafața totală a insulelor din Grecia este aproximativ de 25.000 km², adică 1/5 din suprafața totală a țării.Se estimează că insulele locuite pot fi între 166  și 227, dintre care doar 53 au o populație de peste 1000 de locuitori, în vreme ce 97 dintre ele au sub 100 de locuitori .

## Lista celor mai mari insule dinGrecia
|    | Insula    | Suprafață (km2) | Arhipelag         |
| -- | --------- | --------------- | ----------------- |
| 1  | Creta     | 8336            |                   |
| 2  | Evia      | 3670            |                   |
| 3  | Lesbos    | 1633            | Insulele Egee     |
| 4  | Rodos     | 1401            | Dodecanez         |
| 5  | Chios     | 842,3           | Insulele Egee     |
| 6  | Cefalonia | 781             | Insulele Ionice   |
| 7  | Corfu     | 592,9           | Insulele Ionice   |
| 8  | Lemnos    | 477,6           | Insulele Egee     |
| 9  | Samos     | 477,4           | Insulele Egee     |
| 10 | Naxos     | 429,8           | Insulele Ciclade  |
| 11 | Zakynthos | 406             | Insulele Ionice   |
| 12 | Thasos    | 380,1           |                   |
| 13 | Andros    | 380             | Insulele Ciclade  |
| 14 | Lefkada   | 303             | Insulele Ionice   |
| 15 | Karpathos | 300             | Dodecanez         |
| 16 | Kos       | 290,3           | Dodecanez         |
| 17 | Kythira   | 279,6           | Insulele Ionice   |
| 18 | Icaria    | 255             | Insulele Egee     |
| 19 | Skyros    | 223             | Sporadele de Nord |
| 20 | Paros     | 196,3           | Insulele Ciclade  |

## Insulele Saronice

### Insule locuite
- Egina
- Hydra
- Dokos
- Poros
- Spetses
- Angistri
- Salamina
- Spetsopoula
- Thassos

### Insule nelocuite
- Leros Salaminos
- Revythoussa
- Moni Aiginas
- Psyttalia
- Romvi
- Plateia
- Psili
- Agios Georgios
- Patroklou
- Fleves
- Agios Georgios Salaminos
- Ypsili Diaporion
- Ypsili Argolidos
- Agios Thomas Diaporion
- Agios Ioannis Diaporion
- Plateia Aiginis
- Laousses Islets
- Kyra Aiginis
- Trikeri Hydras
- Alexandros Hydras
- Stavronisi Hydras
- Velopoula
- Falkonera

## Sporadele de Nord

### Insule principale
- Skiathos
- Skopelos
- Skyros
- Alonissos

### Alte insule și insulițe
- Adelfoi Islets
- Agios Georgios Skopelou
- Argos Skiathou
- Dasia
- Erinia
- Gioura
- Grammeza
- Kyra Panagia
- Lekhoussa
- Peristera
- Piperi
- Psathoura
- Repio
- Rineia Skyrou
- Sarakino
- Skandili
- Skantzoura

## Insulele Ionice
| - Antikythera - Antipaxi - Arkoudi - Atokos - Corfu - Drakonera - Elafonissos - Ereikoussa - Itaca | - Kalamos - Kastos - Kefalonia - Kravia - Kythira - Kythros - Lazaretto - Lefkada - Makri | - Makropoula - Mathraki - Meganisi - Modia Islets - Othonoi - Oxeia - Paxi - Petalas - Pistros | - Pontikos - Provati - Skorpios - Sparti Lefkados - Strofades - Vidos - Vromonas - Zakynthos |

## Insulele Ciclade
- Amorgos
- Anafi
- Andros
- Antiparos
- Delos
- Donoussa
- Folegandros
- Gyaros
- Ios
- Iraklia
- Kea
- Keros
- Kimolos
- Koufonisia
- Kythnos
- Makronissos
- Milos
- Mykonos
- Naxos
- Paros
- Polyaigos
- Santorini/Thera
- Schoinoussa
- Serifos
- Sifnos
- Sikinos
- Syros
- Thirasia
- Tinos

### Alte insule și insulițe
- Agios Nikolaos Donoussas
- Ananes
- Ano Antikeros
- Antimilos
- Anydros Amorgou
- Askania
- Despotiko
- Eschati
- Glaronisi
- Gramvoussa
- Hristiana
- Htapodia Mykonou
- Kalogiros
- Kardiotissa
- Kato Antikeros
- Kato Koufonisi
- Kitriani
- Kramvoniss
- Lagousa
- Liadi Island
- Makares
- Megalo
- Nea Kameni
- Nikouria
- Pahia Anaphis
- Palea Kameni
- Rhineia
- Saliagos
- Serifopoula
- Stroggyli Parou
- Vous

## Arhipelagul Dodecanez
| - Adelfoi Islet - Agathonissi - Agioi Theodoroi Halkis - Agreloussa - Alimia - Antitilos - Anydros Patmou - Arefoussa - Arhangelos - Arkoi - Armathia - Astakida - Astypalaia - Faradonesia - Farmakonisi - Fokionissia - Fragos - Gaidourosnissi Tilou - Glaros Kinarou - Gyali - Halavra - Halki | - Hiliomodi Patmou - Hondro - Htenies - Imia - Rho - Kalavros Kalymnou - Kalolimnos - Kalovolos - Kalymnos - Kamilonisi - Kandeloussa - Karavolas Rodhou - Karpathos - Kasos - Kastellorizo (Megisti) - Kinaros - Kos - Koubelonisi - Kouloundros - Kouloura Leipson - Kounoupoi - Koutsomytis | - Leipsoi - Leros - Levitha - Makronisi Leipson - Makronissi Kasou - Makry Aspronisi Leipson - Makry Halkis - Marmaras - Mavra Levithas - Megalo Aspronisi Leipson - Megalo Glaronisi - Megalo Sofrano - Mesonisi Seirinas - Mikro Glaronisi - Mikro Sofrano - Nero - Nimos - Nisyros - Paheia Nisyrou - Patmos - Pergoussa - Piganoussa | - Pitta - Plati Kasou - Plati Pserimou - Plati Symis - Pontikoussa - Prasonissi Rodhou - Prasouda - Pserimos - Rhodos - Safonidi - Saria - Seirina - Sesklio - Stroggyli Kastellorizou - Stroggyli - Strogulli Kritinias - Strogyli Kasou - Symi - Syrna - Telendos - Tilos - Tragonisi - Zafora |

## Insulele Egee

### Marea Egee
- Agios Efstratios
- Chios
  - Antipsara
  - Oinousses
  - Psara
- Fournoi Korseon
  - Agios Minas
  - Thymaina
- Icaria
- Lesbos
- Lemnos
- Samos
  - Samiopoula

### Marea Traciei
- Samothraki
- Thasos